# اليكساندر شفولو
اليكساندر شفولو (بالألمانية: Alexander Schwolow) (2 يونيو 1992 بفيسبادن في ألمانيا - ) هو لاعب كرة قدم ألماني في مركز حراسة المرمى. لعب مع أرمينيا بيليفيلد ونادي فرايبورغ.

## روابط خارجية
- اليكساندر شفولو على موقع إي إس بي إن إف سي (الإنجليزية)
- اليكساندر شفولو على موقع قاعدة بيانات كرة القدم.إي يو (الإنجليزية)
- اليكساندر شفولو على موقع بيانات كرة القدم. دي إي (الألمانية)
- اليكساندر شفولو على موقع Soccerbase.com (لاعب) (الإنجليزية)
- اليكساندر شفولو على موقع Soccerway.com (الإنجليزية)
- اليكساندر شفولو على موقع عالم كرة القدم.نت (الإنجليزية)
- اليكساندر شفولو على موقع AS.com (الإسبانية)